# Esquerda festiva
Esquerda festiva é uma expressão do vocabulário político surgida no Brasil para conceituar, de modo jocoso e usualmente pejorativo, militantes políticos de esquerda, geralmente jovens e universitários, que mais se preocupam com festas derivadas da luta política do que com a luta política em si.
Embora não sejam sinônimos, por vezes a ideia de esquerda festiva é confundida com a de esquerda caviar.

## História
A expressão inicialmente foi uma expressão usada, de forma irônica, para designar pessoas que se identificavam com a ideologia socialista ou comunista a partir do regime militar de 1964 no Brasil, geralmente estudantes, artistas e intelectuais, que não tomaram parte da ação contra o regime militar, mas que defendiam sua derrubada em bares e festas.
Zuenir Ventura conta em seu livro 1968: o ano que não terminou que a expressão foi inventada pelo colunista Carlos Leonam em 1963. O ministro San Tiago Dantas declarou a ele que havia duas esquerdas no Brasil: “a esquerda positiva e a esquerda negativa”. Leonam replicou: “tem outra esquerda, é a esquerda festiva”. A expressão foi publicada no Jornal do Brasil, na entrevista com o ministro.
Uma frase de Roberto Campos comenta a esquerda festiva: "É divertidíssima a esquizofrenia de nossos artistas e intelectuais de esquerda: admiram o socialismo de Fidel Castro, mas adoram também três coisas que só o capitalismo sabe dar — bons cachês em moeda forte, ausência de censura e consumismo burguês; trata-se de filhos de Marx numa transa adúltera com a Coca-Cola..."
Em 2014, Luiz Felipe Pondé, intelectual liberal, defendeu em um artigo a necessidade de existência de um contraponto, a "direita festiva".

## Obras de arte relacionadas
Uma das obras em que a esquerda festiva foi retratada foram as tiras em quadrinhos Chopnics, do cartunista Jaguar e do jornalista Ivan Lessa, publicadas no jornal de humor O Pasquim, na década de 1970.
Durante a década de 2010, surgiu em Porto Alegre um bloco carnavalesco com o nome de Bloco da Diversidade, apontado pela mídia como um bloco da esquerda festiva, ainda que com um uso não pejorativo do termo.